# Гунардис, Эндрю
Э́ндрю Симео́н Гуна́рдис (англ. Andrew Simeon Gounardes; род. 8 июля 1983, Бруклин, Нью-Йорк, США) — американский адвокат и политик-демократ, член Сената штата Нью-Йорк.
Будучи активным деятелем греческой общины США, является членом Американо-греческого прогрессивного просветительского союза (AHEPA) и Совета греко-американских лидеров (HALC) — объединения лидеров из числа американских греков со всех Соединённых Штатов, занимающегося, помимо прочего, укреплением и углублением американо-греческих отношений. Также является членом-учредителем публичной компании/филантропической организации St. Andrew’s Freedom Forum — запущенной в 2014 году международной светской инициативы, в рамках которой ведётся работа по повышению информированности о попрании прав и религиозной свободы Вселенского Патриархата, а также признанию деятельности борцов в этой сфере по всему миру. Бывший член совета директоров Академии святого Василия — школы-интерната для сирот и «трудных» подростков, находящейся в ведении Греческой православной архиепископии Америки.

## Биография
Родился и вырос в Бей-Ридже. Американский грек в третьем поколении, чьи предки иммигрировали в США из Малой Азии и Константинополя (сегодня — Стамбул) в период геноцида греков, а также с острова Хиос (Греция). Его отец Стивен Гунардис — стоматолог по профессии, спикер и бывший президент (2007) Ассоциации стоматологов штата Нью-Йорк (NYSDA), член Ордена святого апостола Андрея (архонт иеромнимон Вселенского Патриархата), бывший член совета попечителей Греческой православной богословской школы Святого Креста и бывший президент Академии святого Василия, а мать Дайан Гунардис — учительница средней школы. Имеет сестру Патрисию и брата Григориса.
Посещал греческую церковно-приходскую школу. Окончил среднюю школу в Бруклине.
Окончил Хантерский колледж Городского университета Нью-Йорка со степенью бакалавра политологии (2006) и Юридическую школу Университета Джорджа Вашингтона со степенью доктора права (2010). Проходил учебную практику в Федеральном окружном суде Восточного округа Нью-Йорка (2008), работал в Ассамблее штата Нью-Йорк (2007), Сенате США (2007, 2010), международной юридической фирме McDermott Will & Emery (2009), проходил обучение по программам для руководящих работников (executive education) в Уортонской школе бизнеса при Пенсильванском университете (2015, 2016) и Школе менеджмента Ротмана при Торонтском университете (2016). Был помощником члена Городского совета Нью-Йорка Винсента Дж. Джентила.
Принимал участие в предвыборной кампании Боба Менендеса, кандидата в сенаторы США от Нью-Джерси. После окончания университета вернулся в его администрацию в качестве помощника по законодательным вопросам.
С 2014 года — юрисконсульт президента боро Бруклина Эрика Адамса (2014—н. в.).
После урагана «Сэнди» в 2012 году совместно с Джастином Браннаном учредил некоммерческую организацию Bay Ridge Cares, которая оказывала помощь местным жителям, пострадавшим от стихийного бедствия. Организация продолжает существовать и оказывать помощь людям, оказавшимся в различных чрезвычайных ситуациях.
В 2011—2012 годах работал юристом в Гражданском комитете Нью-Йорка (CCNYC) — некоммерческой организации, предоставляющей субсидии группам активистов на улучшение жилищных условий и благоустройство районов.
В 2012 году баллотировался в Сенат штата Нью-Йорк, однако безуспешно.
С 2019 года — член Сената штата Нью-Йорк.
Прихожанин Греческой православной церкви Святого Креста в Бэй-Ридже.
В совершенстве владеет греческим языком.